# Albania Daily News
Albania Daily News är en albansk tidning på engelska. Ägare är Independent Albanian Economic Tribune Ltd. Den ges ut var femte dag, med en upplaga på cirka 3 000 exemplar, sedan den startades 1995. Sedan 1996 ges den ut på internet på regenbunden basis. Tidningen har sin bas i Tirana och gör nyheter för albansk allmänhet.